# Provinz Owari

Karte der japanischen Provinzen, Owari rot markiert

Owari (jap. 尾張国 Owari no kuni) oder Bishū (尾州) war eine der historischen Provinzen Japans. Heute ist das Gebiet die westliche Hälfte der Präfektur Aichi.
Die alte Hauptstadt (kokufu) Owaris lag bei Inazawa im Westen der Provinz. Zwei der berühmtesten Kriegsherren der Sengoku-Zeit, Oda Nobunaga und Toyotomi Hideyoshi, stammten aus der Provinz Owari, Oda besaß die Burg Kiyosu.
Tokugawa Ieyasu etablierte das Tokugawa-Shogunat mit seiner Burg Nagoya bei Nagoya und übergab einem seiner Söhne, der die Linie der Owari-Tokugawa begründen sollte, die Gewalt über das Lehen Owari, das größte Lehen der Tokugawa nach dem Besitz des Shoguns selbst.
1871 wurden die Präfekturen in den Provinzen Owari und Mikawa zur Präfektur Nagoya zusammengelegt, die 1872 nach dem Verwaltungssitz im Landkreis Aichi umbenannt wurde.